# 진주 이정 묘
진주 이정 묘(晋州 李楨 墓)는 대한민국 경상남도 진주시 정촌면 대축리에 있는 조선시대의 무덤이다. 2016년 8월 25일 경상남도의 기념물 제284호로 지정되었다.

## 참고 문헌
- 진주 이정 묘 - 국가유산청 국가유산포털